# Lijst van ministers van Gezondheid van Indonesië
Hieronder volgt een lijst van ministers van gezondheid van Indonesië. Het ambt van minister van gezondheid (menteri kesehatan) bestaat sinds het werd ingesteld door het Voorbereidend Comité voor de Indonesische Onafhankelijkheid op 19 augustus 1945.
| #   | Foto | Minister                             | Ambtstermijn     | Ambtstermijn     |
| --- | ---- | ------------------------------------ | ---------------- | ---------------- |
| 1   |      | Boentaran Martoatmodjo               | 19 augustus 1945 | 14 november 1945 |
| 2   |      | Darma Setiawan                       | 14 november 1945 | 26 juni 1947     |
| 3   |      | Johannes Leimena                     | 3 juli 1947      | 4 augustus 1949  |
| —   |      | Mananti Sitompul                     | 19 december 1948 | 14 maart 1949    |
| —   |      | Soekiman Wirjosandjojo               | 14 maart 1949    | 13 juli 1949     |
| 4   |      | Surono                               | 4 augustus 1949  | 20 december 1949 |
| (3) |      | Johannes Leimena                     | 20 december 1949 | 6 september 1950 |
| 5   |      | Sutopo                               | 21 januari 1950  | 6 september 1950 |
| (3) |      | Johannes Leimena                     | 6 september 1950 | 30 juli 1953     |
| 6   |      | Ferdinand Lumbantobing               | 30 juli 1953     | 9 oktober 1953   |
| 7   |      | Lie Kiat Teng                        | 9 oktober 1953   | 12 augustus 1955 |
| (3) |      | Johannes Leimena                     | 12 augustus 1955 | 24 maart 1956    |
| 8   |      | Handrianus Sinaga                    | 24 maart 1956    | 9 april 1957     |
| 9   |      | Azis Saleh                           | 9 april 1957     | 10 juli 1959     |
| 10  |      | Satrio                               | 10 juli 1959     | 25 juli 1966     |
| 11  |      | G.A. Siwabessy                       | 25 juli 1966     | 29 maart 1978    |
| 12  |      | Suwardjono Surjaningrat              | 29 maart 1978    | 11 maart 1988    |
| 13  |      | Adhyatma                             | 21 maart 1988    | 11 maart 1993    |
| 14  |      | Sujudi                               | 17 maart 1993    | 11 maart 1998    |
| 15  |      | Faried Anfasa Moeloek                | 16 maart 1998    | 20 oktober 1999  |
| 16  |      | Achmad Sujudi                        | 26 oktober 1999  | 20 oktober 2004  |
| 17  |      | Siti Fadilah                         | 21 oktober 2004  | 20 oktober 2009  |
| 18  |      | Endang Rahayu Sedyaningsih           | 22 oktober 2009  | 30 april 2012    |
| —   |      | Ali Ghufron Mukti (plaatsvervangend) | 30 april 2012    | 14 juni 2012     |
| 19  |      | Nafsiah Mboi                         | 14 juni 2012     | 20 oktober 2014  |
| 20  |      | Nila Moeloek                         | 27 oktober 2014  | 20 oktober 2019  |
| 21  |      | Terawan Agus Putranto                | 23 oktober 2019  | 23 december 2020 |
| 21  |      | Budi Gunadi Sadikin                  | 23 december 2020 | heden            |